# 阿波羅劇院坍塌事件
2023年3月31日晚間，一場龍捲風襲擊美國伊利諾州貝爾維迪爾的阿波羅劇院，導致這座滿座的音樂會場館天花板坍塌，造成1人死亡、48人受傷。
當時劇院正在歷史性龍捲風爆發下展開一系列的活動，儘管已預報惡劣天氣即將來臨，主辦單位仍決定開演。在開場表演期間，主辦方宣布暫停演出半小時避風雨，此時龍捲風正面襲擊劇院。時速145至160公里（90-100英里）的強風導致劇院下層屋頂結構崩塌，瓦礫砸向觀眾席，多人被掩埋。在貝爾維迪爾消防局抵達前，觀眾已自發協助移開碎片。消防單位隨後疏散建築物，並與三個鄰近郡的救難機構合作展開搜救行動。現場1名觀眾當場死亡，另有48人受傷，其中27人由救護車送醫。劇院立面與上層屋頂被掀至街道上。
事故次日該場館被判定為危樓，但最終選擇重建而非拆除，並於同年9月重新開放。此次事件共引發11起相關訴訟。

## 背景

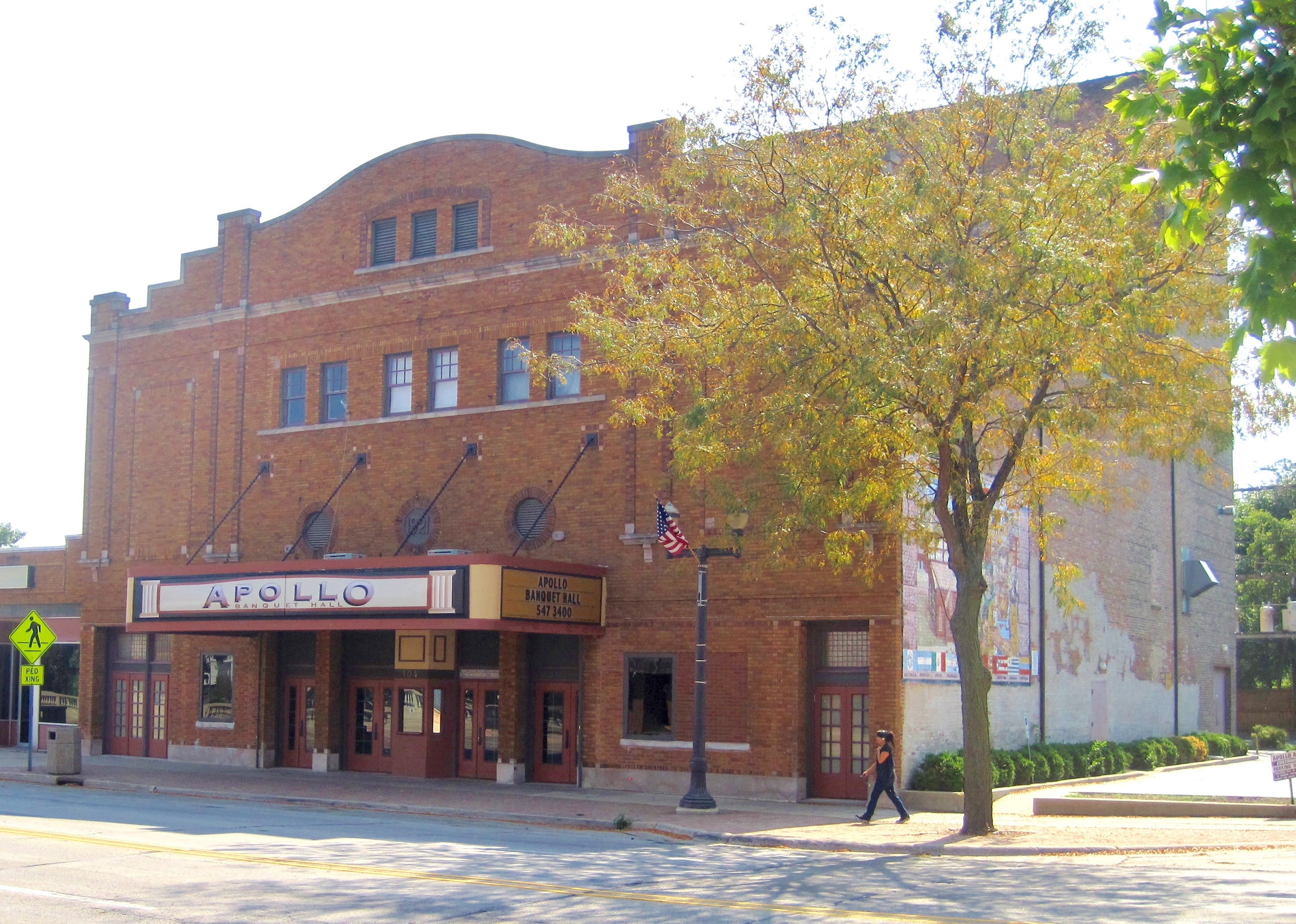
2012年的阿波羅劇院

貝爾維迪爾曾在1967年遭遇致命風暴：一場F4級強烈龍捲風造成24人死亡、約500人受傷，摧毀127棟住宅。其中13名死者與300名傷者來自當地高中，當時學生剛放學正搭乘校車。
阿波羅劇院於1922年1月11日在伊利諾州貝爾維迪爾開幕，1975年因火災關閉。該建築被列為貝爾維迪爾北州街歷史區的構成資產，2012年向國家史蹟名錄提交的申請文件中特別提及其不對稱立面的獨特設計。 2022年6月，改建後的場館以「阿波羅劇院活動中心」名義重新開放，轉型為音樂演出場所。 貝爾維迪爾消防局曾對該場館及其消防噴淋系統進行安全檢查。
2022年11月，死亡金屬樂團Morbid Angel宣布舉辦「美國恐怖巡演2023」以慶祝成軍40週年，與Revocation、Skeletal Remains、Vitriol和Crypta等樂團聯合巡演。3月31日抵達貝爾維迪爾前，他們剛在密爾瓦基的The Rave完成演出。

## 事發經過
3月31日上午，風暴預測中心針對兩個區域發布罕見的高風險對流展望（最高風險等級）：南方區域涵蓋阿肯色州、密西西比州與田納西州大部，北方區域包含愛荷華州與伊利諾州北部。貝爾維迪爾地區被列為增強風險（較高風險低兩級）。該中心預測將出現強烈、長軌跡的猛烈龍捲風。
預測成真：歷史性惡劣天氣事件席捲伊利諾州北部。 當日密西西比河流域多處通報龍捲風，包括小岩城與阿肯色州溫尼。 北方風險區內，愛荷華州基奧塔附近出現猛烈龍捲風。下午更多龍捲風暴在四城地區周邊形成。 下午2:35，伊利諾州北部大部分地區發布龍捲風監測，持續至晚間10:00。 布恩縣應急部門成立應急指揮中心，周邊地區也增派救難人員待命。
阿波羅劇院當晚有260人（含觀眾、表演者與工作人員）參與這場售罄的演唱會。開場樂團Crypta於晚間7:00登場，成為當晚唯一完成演出的團體。
晚間7:23，布恩縣發布龍捲風警報，有效期至8:30。7:24市政警報系統啟動。奧格爾縣鄉村地區戴維斯章克申西南方出現EF1級龍捲風，向東北朝貝爾維迪爾移動，約7:40從城市東南方穿越90號州際公路。後續龍捲風損害評估顯示，龍捲風接近貝爾維迪爾中央商業區時，寬度從約800公尺（0.5英里）縮減至400公尺（0.25英里），但強度增加。

### 坍塌事故

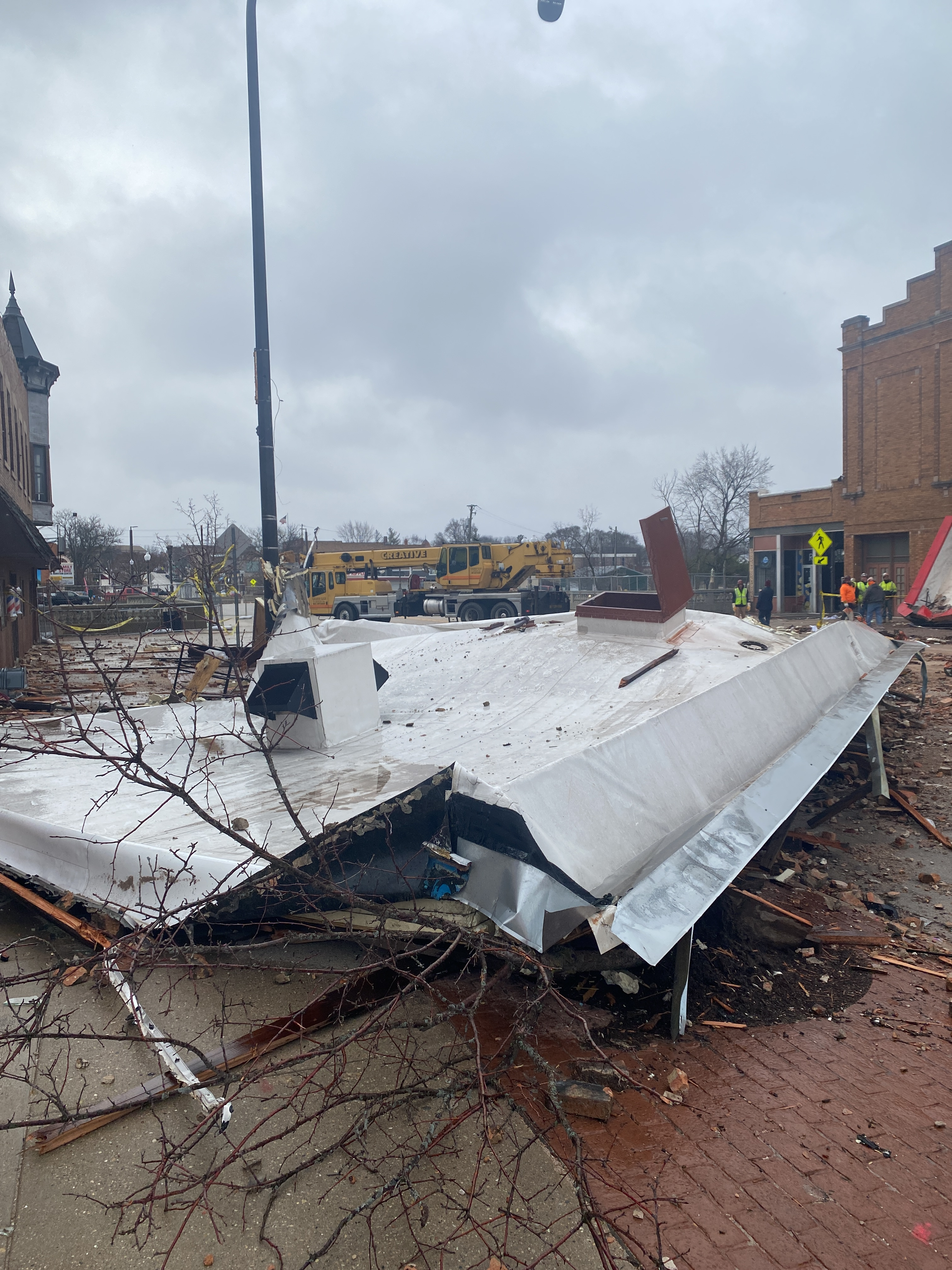
清理前的阿波羅劇院上層屋頂

Crypta表演結束後，場館宣布暫停30分鐘避風雨。 有觀眾回憶強風開始擊碎窗戶後，部分人員被引導至地下室。 約7:43，時速145至160公里（90-100英里）的龍捲風直擊劇院，臨街立面與雨篷坍塌，後方區域的瓦礫壓毀Crypta使用的廂型車。劇院上層屋頂約0.9至1.5公尺（3-5英尺）結構被掀起墜落街道，觀眾席上方的下層屋頂完全崩塌，少數碎片落在舞台，多數砸中觀眾。消防局長肖恩·沙德爾表示至少10人被瓦礫掩埋。附近斷落的電線引發車庫火災。龍捲風於7:49消散。

### 救援行動
坍塌發生後，觀眾自發協助受困者脫困。7:47地方救難單位接獲大量傷患通報。距劇院僅兩個街區的貝爾維迪爾消防局在兩分鐘內完成動員。中尉德拉爾率先抵達現場指揮搜救，他判斷建築有全面坍塌風險，仍批准消防員入內救援。高峰時約30名觀眾與12名警消共同抬開瓦礫，隨後消防單位開始疏散人群。
晚間8:52，Morbid Angel宣布取消演出，距龍捲風襲擊已70分鐘。
51歲的弗雷德里克·福雷斯特·利文斯頓二世（Frederick Forest Livingston Jr.）當場死亡。27名傷者（含2名重傷）由7個救難單位送醫，鄰近的溫尼貝戈縣、奧格爾縣與麥克亨利縣也支援救援。截至次日早晨，地區醫院共收治40名劇院傷患。

## 後續影響

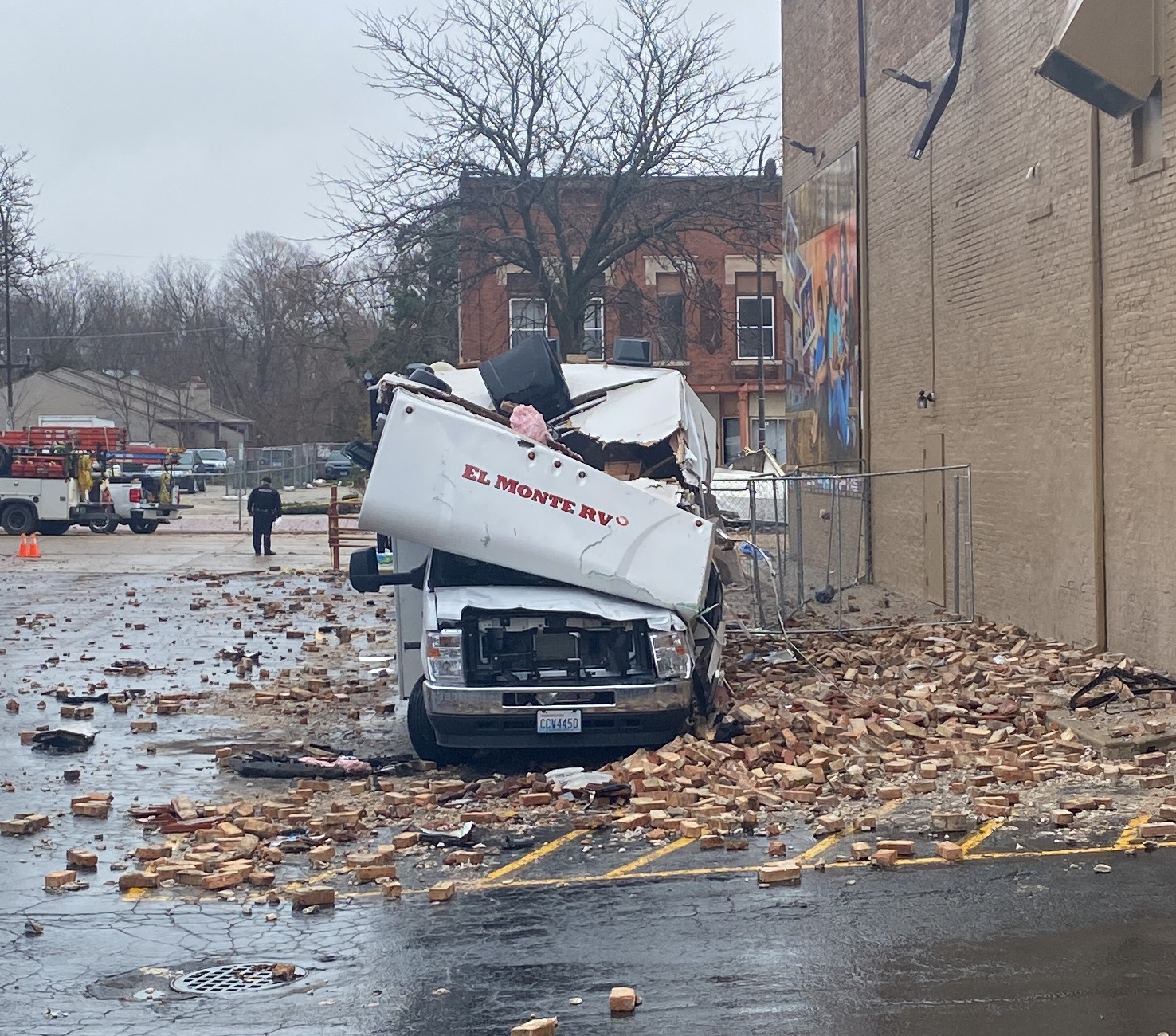
表演團體使用的廂型車遭瓦礫嚴重損毀

次日貝爾維迪爾州街封閉進行清理。阿波羅劇院與對街建築被判定為危樓，但地方政府聘請工程師評估這棟歷史建築的修復可能性。4月2日，伊利諾州州長JB·普里茨克與州應急管理局長艾麗西亞·泰特-納多視察現場，後者表示：「若非週五晚間的迅速協調救援，今日我們將面臨更慘重的結果」。
「美國恐怖巡演2023」於4月2日在印第安納州霍巴特恢復演出。Morbid Angel、Crypta等團體在表演中悼念利文斯頓與其他傷者，活動主辦人形容這場演出「充滿情緒」。
事故週年之際，消防局長沙德爾讚揚協助救援的觀眾：「他們本可自行逃離，許多人卻選擇留下，我們合力救出至少10人」。2024年5月12日，州長普里茨克與消防局長詹姆斯·里維拉在斯普林菲爾德舉行的年度殉職消防員紀念儀式上，表彰6名參與救援的消防員。布恩縣第二消防區的麥克·洛威於2024年5月表示：「這是場無人真正準備好的任務。我們雖受過訓練，但從未實際經歷」。

### 受害者與法律訴訟
事故中唯一的死者是51歲的貝爾維迪爾居民弗雷德里克·利文斯頓二世。他被觀眾從瓦礫中救出，但已無生命跡象，其子亞歷克斯同在現場並生還。Crypta主唱費爾南達·里拉透露，利文斯頓是當晚唯一向他們購買團T恤的觀眾，她呼籲大眾協助其家屬。家屬發起GoFundMe募款，截至4月14日籌得45,053美元，超過20,000美元的目標。
此後一年間，共有11起訴訟代表19名觀眾與利文斯頓家屬向劇院提告。截至2023年6月28日已立案6起，其餘於2024年3月前提交。部分訴訟指控場館不應允許Crypta繼續演出，另有人質疑僅引導包廂觀眾避難地下室的決策。被告方（業主瑪麗亞·馬丁內斯夫婦與主辦單位FM娛樂）辯稱已要求所有觀眾避難，但多數人選擇留在舞台附近，並主張龍捲風屬不可抗力。

### 重建工作

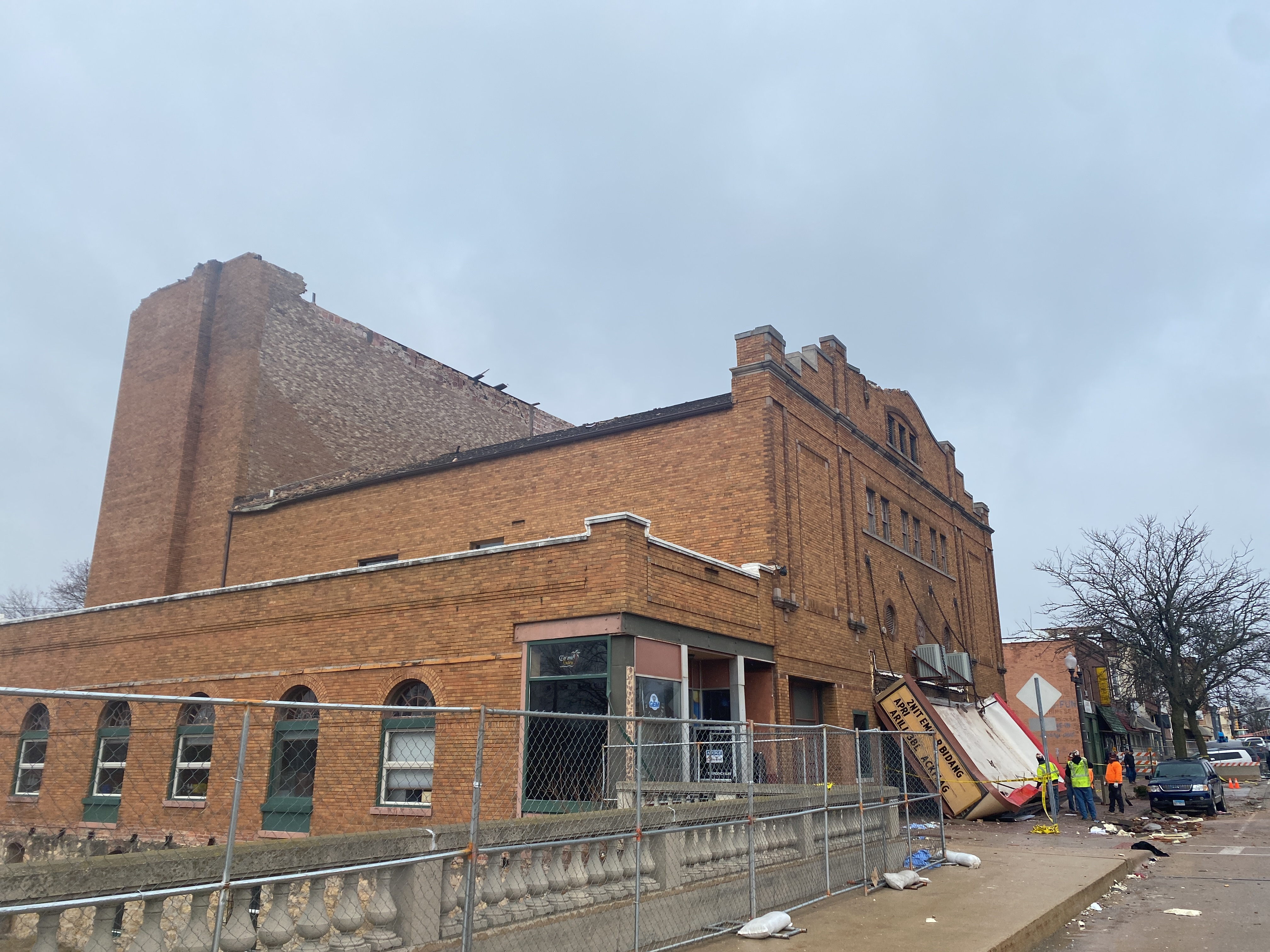
國家氣象局於事故次日拍攝的受損劇院

事故後初步結構評估顯示劇院無二次坍塌風險，修復可行。消防局長沙德爾次日表示希望重建該建築。曾修復羅克福德科羅納多劇院的「科羅納多之友」團體表達協助意願，建築師也認為這座歷史劇院值得保留。業主瑪麗亞·馬丁內斯4月14日發起25萬美元目標的募款，但6月截止時僅籌得3,200美元。
6月6日重建期間，焊接工程引燃屋頂易燃物導致小火災，迅速撲滅未造成結構損壞。
2023年9月15日，劇院在事故後不到半年重新開放。馬丁內斯在重建紀念活動中透露，資金主要來自保險與私人存款，未動用政府災難補助。重啟後首場公開活動是墨西哥獨立日免費音樂會。

## 外部連結
维基共享资源上的相關多媒體資源：阿波羅劇院坍塌事件